# NGC 6843
NGC 6843 في الفهرس العام الجديد، هي مجرة، تقع في كوكبة العقاب. اكتشفت في 29 يوليو 1829 بواسطة جون هيرشل.

## روابط خارجية
- NGC 6843 على موقع ويكي سكاي: DSS2, SDSS, GALEX, IRAS, Hydrogen α, X-Ray, Astrophoto, Sky Map, Articles and images